# Myrmicocrypta tuberculata
Myrmicocrypta tuberculata är en myrart som beskrevs av Weber 1938. Myrmicocrypta tuberculata ingår i släktet Myrmicocrypta och familjen myror. Inga underarter finns listade i Catalogue of Life.